# Атанас Харизанов (Смолари)
 Тази статия е за дееца на ВМОРО от Смолари.  За този от Сатовча вижте Атанас Харизанов (Сатовча).  
Атанас Иванов Харизанов е български революционер, войвода на Вътрешната македоно-одринска революционна организация.

## Биография
Атанас Харизанов е роден в 1873 година в петричкото село Смолари, тогава в Османската империя. Присъединява се към ВМОРО и става войвода на местната селска чета. С четата си подпомага районната чета на Върховния комитет на Алексо Поройлията и тази на Иван Смоларски. Участва в сражението при Смоларския мост, в което загива Божин Пехливан, а турците губят 7-8 души. Властите го арестуват, бият, измъчват чрез стягане на ръцете, вследствие на което дясната му ръка осакатява.
При избухването на Балканската война в 1912 година отново е четник в помощ на настъпващите български войски и четата на Никола Лефтеров и капитан Коев. Четата му успява да обезоръжи турска част от 80 души.
По време на сръбския режим властите правят изненадващ обиск в бащината му къща и след като откриват пушки маузер и манлихер двамата с баща му са арестувани и лежат два месеца в затвора до освобождението поради дадена амнистия.
На 28 април 1943 година, като жител на Смолари, подава молба за българска народна пенсия, която е одобрена и пенсията е отпусната от Министерския съвет на Царство България.